# Una noche de luna (en vivo)
Una Noche De Luna es un álbum en vivo lanzado por Marco Antonio Solís desde el Estadio Luna Park (Buenos Aires, Argentina) el 26 de junio del 2012. Un DVD también vendrá con contenido extra en el álbum.

## Lista de canciones
| N.º | Título                                          | Duración |  |
| 1.  | «Introducción»                                  | 1:08     |  |
| 2.  | «Dios Bendiga Nuestro Amor»                     | 4:41     |  |
| 3.  | «Morenita»                                      | 3:24     |  |
| 4.  | «Sigue Sin Mi»                                  | 4:07     |  |
| 5.  | «Y Ahora Te Vas»                                | 4:38     |  |
| 6.  | «Mi Eterno Amor Secreto»                        | 4:07     |  |
| 7.  | «Nada Que Me Recuerde a Ti/Dime Donde y Cuando» | 3:44     |  |
| 8.  | «Cuando Te Acuerdes de Mi»                      | 4:48     |  |
| 9.  | «Tú Me Vuelves Loco»                            | 3:28     |  |
| 10. | «El Milagrito»                                  | 8:52     |  |
| 11. | «¿A Dónde Vamos a Parar?»                       | 4:28     |  |
| 12. | «Más Que Tu Amigo»                              | 4:24     |  |

## Versión DVD
| N.º | Título                                          | Duración |  |
| 1.  | «Introducción»                                  |          |  |
| 2.  | «Dios Bendiga Nuestro Amor»                     |          |  |
| 3.  | «Responsabilidad»                               |          |  |
| 4.  | «Morenita»                                      |          |  |
| 5.  | «Sigue Sin Mi»                                  |          |  |
| 6.  | «La Verdad»                                     |          |  |
| 7.  | «Y Ahora Te Vas»                                |          |  |
| 8.  | «Mi Eterno Amor Secreto»                        |          |  |
| 9.  | «Rituales»                                      |          |  |
| 10. | «Nada Que Me Recuerde a Ti/Dime Donde y Cuando» |          |  |
| 11. | «Cuando Te Acuerdes de Mí»                      |          |  |
| 12. | «Tú Me Vuelves Loco»                            |          |  |
| 13. | «Ritmo de Trabajo»                              |          |  |
| 14. | «El Milagrito»                                  |          |  |
| 15. | «Agradecimiento»                                |          |  |
| 16. | «¿A Dónde Vamos a Parar?»                       |          |  |
| 17. | «Más Que Tu Amigo»                              |          |  |
| 18. | «Creditos»                                      |          |  |

## Rendimiento de los gráficos
| Gráfico (2012) | Posición |
| -------------- | -------- |
| Mexico Top 100 | 19       |